# Mumijo
Mumijó (tudi Mumie ali šiladžít) je smolnata snov bele do temnorjave barve. Najbolj pogosta je temnorjava in se jo najde na Kavkazu, Altaju in Tibetu, drugače pa na vseh celinah. Je topna v vodi.
Beseda mumijo je grškega izvora. Snov sta v svojih delih omenjala Aristotel in Ibn Sina kot zdravilo z antiseptičnimi in splošno dražilnimi lastnostmi, ki so ga uporabljali na Kavkazu. Podobne snovi so v medicinske namene uporabljali v Tibetu.
V Sovjetski zvezi so opravili več znanstvenih raziskav o mumiju, med njimi izčrpne in zaokrožene klinične poskuse. Večina podatkov o snovi je znana iz ruskih virov. V himalajskem območju je snov znana kot šiladžit in je močnejša.
Ni še točno znano ali ima geološki ali biološki izvor, saj so v njem sledi vitaminov in aminokislin. Mumiju podobno snov so našli na Antarktiki. Vsebovala je derivate glicerola in jo je bilo moč uporabiti v medicinske namene.